# Sadar Karya
Sadar Karya is een bestuurslaag in het regentschap Musi Rawas van de provincie Zuid-Sumatra, Indonesië. Sadar Karya telt 1811 inwoners (volkstelling 2010).